# Vombsänkan

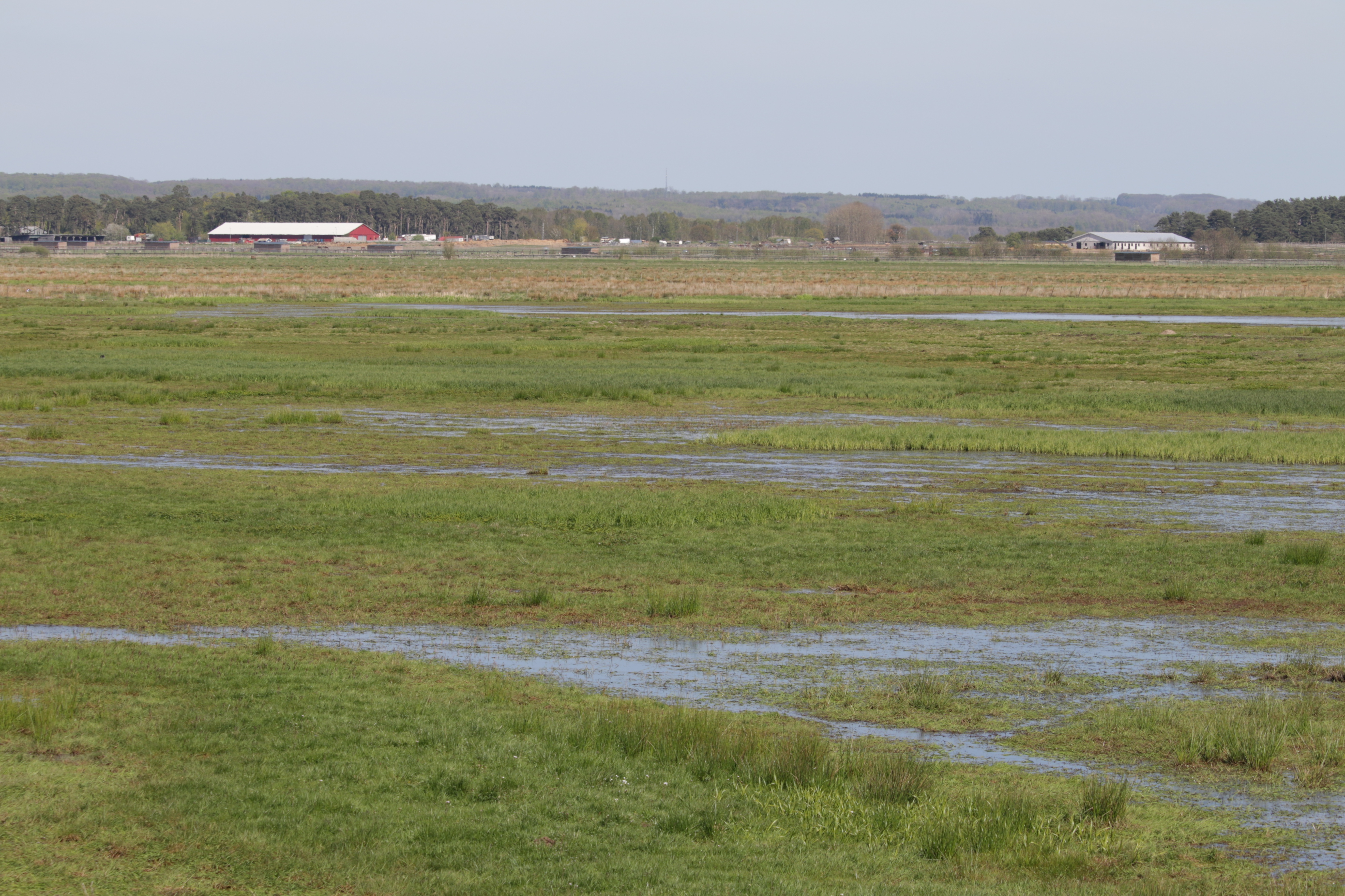
Vombsänkan vid Klingavälsån.

Vombsänkan ligger mellan horstarna Romeleåsen och Linderödsåsen i Skåne, i kommunerna Lund, Sjöbo och Eslöv. En betydande del av området utgörs av sjön Vombsjön.
Vombsjön och den närliggande Krankesjön har utflöde i Öresund genom Kävlingeån. Ovanför i samma vattensystem ligger Sövdesjön, vars utflöde är Klingavälsån. Denna rinner genom Vombs ängar och mynnar i Kävlingeån och utnyttjades länge för vattning av våtängar. Vombslätten som omger sjöarna är inte lika bördig som slätterna sydväst om Romeleåsen, Lundaslätten och Söderslätt. 